# Amy Lee
Amy Lynn Hartzler (nacida Amy Lynn Lee; Riverside, California; 13 de diciembre de 1981), más conocida como Amy Lee, es una cantante, pianista de formación clásica, diseñadora y compositora estadounidense. Es la cofundadora y vocalista de la banda estadounidense de metal alternativo Evanescence. Sus influencias van desde música clásica como Mozart a artistas modernos como Björk, Depeche Mode, Nirvana, Tori Amos y Plumb. En 2006 fue incluida en el puesto n.º 69 entre los 100 mejores vocalistas de metal de todos los tiempos por la revista Hit Parade, y, en el mismo año, su banda fue elegida como la mejor de metal de 2006 por la Rolling Stone.

## Primeros años
Nació el 13 de diciembre de 1981 en Riverside, California en los Estados Unidos. Hija de John Lee, un DJ y personalidad de TV, y Sara Cargill. La familia de Amy son todos cristianos y tiene un hermano, Robbie, y dos hermanas, Carrie y Lori. Amy Lee tuvo una hermana menor que murió en 1987 a los 3 años de edad de una enfermedad no identificada. Se informó que las canciones «Even in death» del álbum Origin y «Hello» del álbum Fallen fueron escritas en honor a su difunta hermana, al igual que la canción «Like You» de The Open Door. Amy Lee tomó clases de piano durante nueve años. Su familia se mudó a varios lugares, incluyendo Florida e Illinois, y finalmente se instalaron en Little Rock, Arkansas, donde Evanescence nació. Ella asistió a la Middle Tennessee State University a estudiar teoría musical y composición, y luego dejarlo para centrarse en Evanescence.
En una entrevista con Lee dice que las primeras canciones que recuerda haber escrito se llamaban «Eternity of the Remorse» y «A Single Tear». La primera la escribió cuando tenía once años de edad y quiso ser una compositora clásica, y la segunda fue para una sesión cuando se encontraba en octavo grado.

## Evanescence

### Fundación
Lee cofundó la banda con el guitarrista de ese entonces Ben Moody. Los dos se conocieron en un campamento para jóvenes luego de que Moody escuchara a Lee tocar «I'd Do Anything for Love (But I Won't Do That)» de Meat Loaf en el piano. En menos de un mes, ambos empezaron a realizar presentaciones acústicas en tiendas de libros y cafeterías, y finalmente grabaron dos EP, Evanescence EP (1998) y Sound Asleep EP (1999), vendiendo en varios lugares locales. En el 2000, Evanescence grabó el EP Origin. Este demo contiene 3 canciones de su álbum début Fallen y fueron escritas por Lee y Moody: «Whisper», «Imaginary» y «My Immortal». Las dos primeras fueron modificadas antes de ser incluidas en Fallen, mientras que la última es prácticamente la misma. Una versión posterior de «My Immortal» fue puesta a disposición para su descarga para los que habían comprado una versión oficial de Fallen a través de su sitio web, pero se requirió que el programa de un CD corrector también fuera descargado para su verificación.
El 22 de octubre de 2003, Moody dejó la banda citando «diferencias creativas». En una entrevista meses después, Amy dijo: «…Habíamos llegado a un punto en el que si algo no cambiaba, no habríamos sido capaces de hacer un segundo disco.» También dijo: «Finalmente somos una verdadera banda, no sólo Ben [Moody] y yo y algunos otros puestos juntos.» El exguitarrista de Cold, Terry Balsamo, reemplazó a Moody en la banda, tanto en la guitarra como escritor junto a Lee.

### Demanda

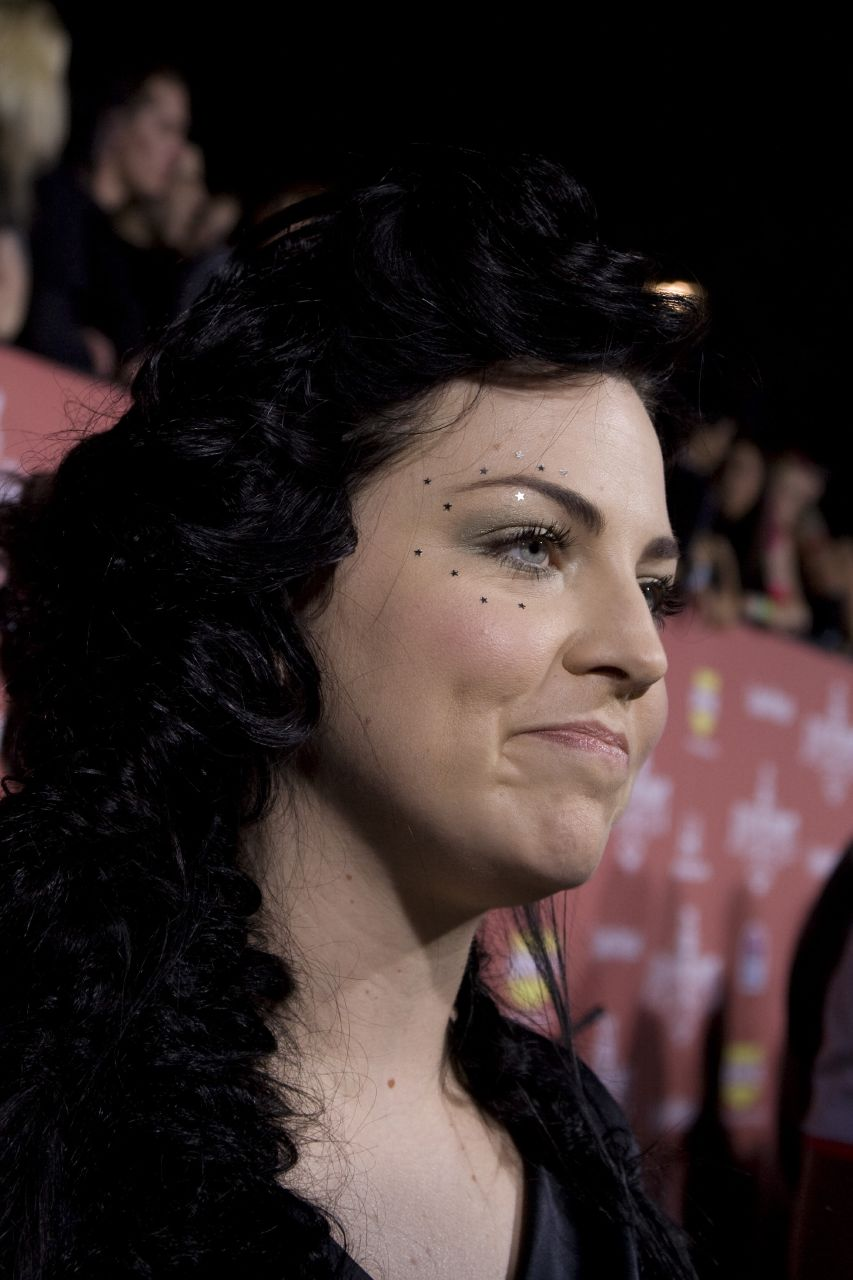
Amy Lee 2007

El 1 de diciembre de 2005, el antiguo representante de Evanescence, Dennis Rider, presentó una demanda de 10 millones de dólares contra Lee por incumplimiento de contrato. La demanda de Rider alegó que fue prematura e injustamente despedido de su puesto como gerente de Evanescence, a solo un álbum grabado en un contrato de tres álbumes a grabar.
En respuesta, Lee presentó una contrademanda a Rider por «incumplimiento de deber fiduciario, asalto sexual y agresión, negligencia profesional y conversión de divisas, entre otros reclamos». La demanda también alegó que Rider «descuidó la carrera musical y de negocios de Lee y concentró sus esfuerzos en tener relaciones extramatrimoniales, ocultándolas de su esposa, la embriaguez durante las reuniones de negocios, abusar físicamente de las mujeres y jactarse de ello, haciendo repetidas insinuaciones sexuales hacia la vocalista, que reciben tasas por encima de lo que estaba previsto en su convenio de gestión y el uso de tarjeta de crédito corporativa de Lee a comprar regalos para su amante».
El abogado de Rider, Bert Deixler, afirmó en un comunicado que desde que Rider se convirtió en gerente del grupo en 2002, había cumplido debidamente con todos los deberes y las obligaciones contraídas por la empresa, y que él siempre se había guiado por los más altos estándares profesionales."

## Carrera solista

### 2000 - 2007 :primeros proyectos en solitario
Durante una entrevista con la revista Spin en octubre de 2008, Lee señaló que estaba escribiendo nuevas canciones. Citando influencias de la música folk y la música celta, dijo que sus escritos actuales le hacen sentir que está regresando a sus «raíces más viejas». No dio fecha de lanzamiento, pero dijo su razón para este nuevo camino: «tengo que demostrar que soy más que un caballo que solo sabe hacer un truco».
Lee afirmó durante una entrevista con The Gauntlet en octubre de 2008 que no sabía si iba a comenzar una carrera en solitario, diciendo que estaba «en un punto donde no sé lo que pasará». Señaló que Evanescence todavía estaba como una banda, pero encontró que gira en una monotonía. Reiteró que seguiría escribiendo canciones, aunque no sabía aún cuál sería el propósito. El tercer álbum de la banda (homónimo) fue lanzado el 11 de octubre de 2011.

### 2013-–2015:AftermathyRecover
El 6 de agosto de 2014 Amy Lee anuncia su nuevo y primer álbum como solista Aftermath que es la banda sonora para la película War Story. El álbum fue lanzado el 25 de agosto del mismo año.
Lee confirmó en una entrevista con Rolling Stone que "definitivamente está trabajando y haciendo música con toda la intención de que la gente la escuche en este momento", en octubre de 2015. También declaró que no tiene "ninguna noticia o planes" para nueva música de Evanescence, pero aseguró a los fans en Twitter que la banda no se ha separado diciendo: "No seguimos las reglas de una línea de tiempo impulsada por el comercio. La inspiración nos impulsa. Estamos completamente abiertos".
 Más tarde declaró durante una entrevista con Loudwire que "hay Evanescence en el futuro".
En diciembre de 2015, Lee confirmó que planea completar algunas canciones de un álbum de Evanescence (originalmente producido por Steve Lillywhite) que fue rechazado por Wind-up Records en 2010. Explicó que estaba "devastada" y "furiosa" por el rechazo, pero que estaba decidida a seguir adelante y terminó "lo suficientemente enojada como para escribir el álbum más pesado de Evanescence", titulado Evanescence. Aunque tres canciones de las sesiones de Lillywhite terminaron en él, Lee admitió: "Aun así, me sentí insatisfecha con lo que cariñosamente llamo mi 'disco rayado'".

### 2016-presente:Present Too Muchy otras colaboraciones
El 30 de septiembre de 2016, Amy lanza el disco de música infantil Dream Too Much, el cual llama mucho la atención de los críticos y fanes al representar un gran giro en su carrera. Lee explica que el disco es un proyecto dedicado a su hijo Jack Lion en el que estuvo involucrada su familia.
En 2019, Amy colaboró con Lindsey Stirling en el álbum Artemis de 2019 en la canción y en el vídeo musical de «Love Goes On And On».
Amy apareció en la canción de Body Count «When I'm Gone» de su séptimo álbum Carnivore, que fue lanzado el 6 de marzo de 2020.
El 31 de julio de 2020, la banda de rock estadounidense Halestorm volvió a lanzar su canción «Break In», con la voz de Lee. El sencillo se incluyó en el EP Halestorm Reimagined.
El 19 de septiembre de 2020, la banda de rock japonesa Wagakki Band lanzó la canción «Sakura Rising» con la participación de Lee. La canción fue escrita y grabada el día antes de su espectáculo orquestal en Osaka el 16 de febrero de 2020, donde Lee actuó como invitado, pero fue terminada a través del intercambio de archivos debido a la pandemia de coronavirus.
El 30 de octubre de 2020, Lee actuó en la canción de Bring Me the Horizon «One Day The Only Butterflies Left Will Be In Your Chest As You March Towards Your Death» de su EP Post Human: Survival Horror.

## Imagen

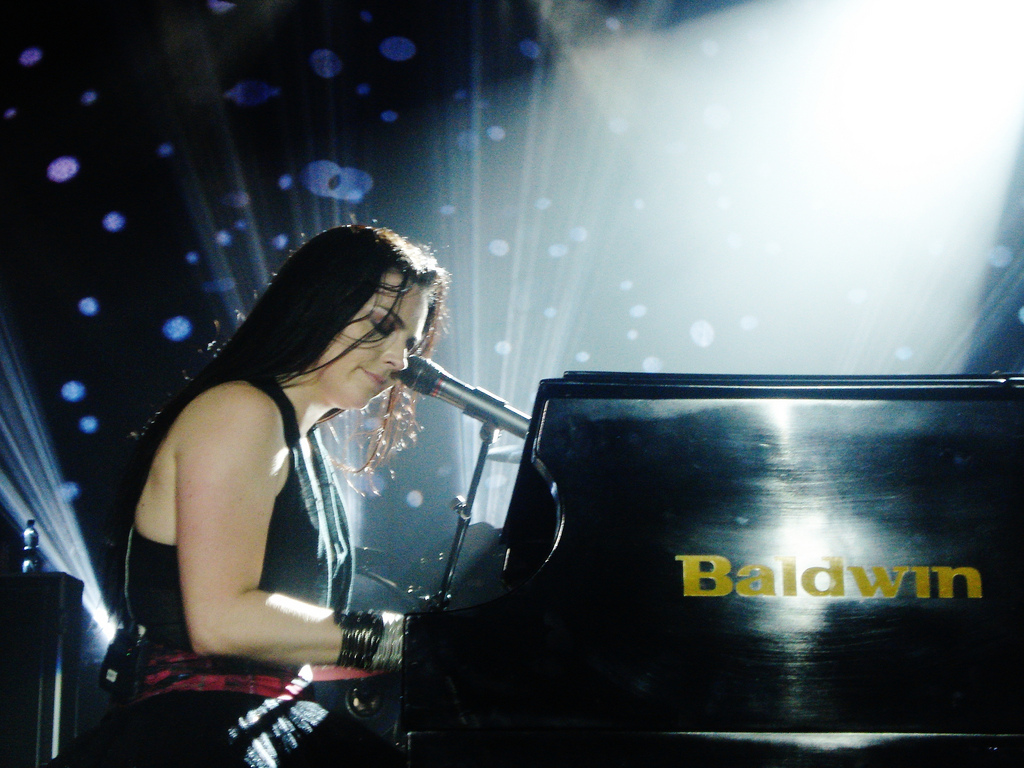
Lee con Evanescence en un concierto en 2011

Lee tiene un estilo reconocible, marcado por su uso ocasional de maquillaje gótico y el gusto por la ropa de estilo victoriano. Ella también diseña su propia ropa, incluyendo los utilizados en el video musical de «Going Under», el vestido que llevaba en los Premios Grammy de 2004, y el vestido usado para la portada de The Open Door. Después de diseñarlos, escogió al diseñador japonés h.NAOTO para hacerlo por ella. En los conciertos, lleva un corsé y medias de red, así como faldas largas y botas hasta las rodillas. Ella en un momento tenía un piercing en la ceja izquierda, como es visible en la portada de Fallen. Muchos fanes alaban la negación de Lee a imitar a otras celebridades que usan la «atracción sexual» en su música.

## Voz
Diversas fuentes clasifican la extensión vocal de Amy Lee como la de una soprano dramática, aunque otras la describen como una mezzosoprano dramática. Sin embargo, también es descrita como soprano debido al peso y riqueza armónica de su voz. Por ejemplo, el periódico The Boston Globe describió su voz como una "soprano etérea" al comentar su interpretación de "Going Under", destacando su habilidad para moverse con potencia y brillo en los registros superiores.
De manera similar, la revista Christianity Today se refirió a su voz como una "soprano operática" al reseñar el álbum The Open Door, señalando que su técnica vocal recuerda a una formación clásica.
Analistas de rango vocal como los de The Range Planet han señalado que la voz de Amy Lee abarca desde C3 hasta E6, con un uso expresivo de notas agudas en voz plena, sosteniendo tonos como C5 y superiores con resonancia y potencia típicas de las sopranos dramáticas.
La entrenadora vocal Beth Roars también enfatizó en su análisis técnico que Amy Lee mantiene consistencia y brillo en el registro agudo, con fuerte proyección y control dinámico, características asociadas con el fach de soprano dramática.
Aunque la tesitura aguda se explora con frecuencia en la música de Evanescence, muchos críticos sostienen que esto se debe al estilo introspectivo y dramático de la banda, y no a una limitación vocal. En canciones como "My Immortal", "Lithium" y "Lacrimosa", Lee alcanza cómodamente notas como E5, F#5 y A5 en voz de pecho o mixta. También se ha documentado que alcanza un brillante y sostenido C#6 en presentaciones en vivo de "Weight of the World", y un resonante Ab5 en voz de pecho en su interpretación de "Diana Dirty". En grabaciones de camerino y ejercicios de calentamiento vocal, demuestra control estable entre D6 y E6, evidenciando dominio técnico en la sexta octava. En el video oficial de "Bring Me to Life", alcanza un G6 durante la escena de su caída desde el edificio, mostrando el punto más alto de su registro vocal.
Con base en estos elementos, varios especialistas argumentan que Amy Lee se ajusta con mayor precisión a la categoría de soprano dramática, con un timbre oscuro y un registro medio robusto, lo que explicaría su capacidad para cubrir tanto los graves de una mezzosoprano como los agudos de una soprano con igual brillantez.

## Otros proyectos
En el 2000, Lee fue la vocalista invitada en dos de las canciones del ex-teclista de Evanescence David Hodges: «Breathe» (The Summit Church: Summit Worship) y la inédita «Fall Into You». También realizó los coros de «Missing You», una canción de Big Desmal de su álbum début Believe, y cantó los coros en dos canciones con el supergrupo The Damning Well, aunque su voz fue retirada de la versión final debido a problemas de sello discográfico. Colaboró con su novio en aquel entonces Shaun Morgan en la canción «Broken» del álbum de Seether Disclaimer II. La canción formó parte de la banda sonora de la película de 2004 The Punisher.
En 2004, Lee afirmó estar trabajando en la música para el filme The Chronicles of Narnia: The Lion, the Witch and the Wardrobe, pero la música fue rechazada por el estudio por ser «demasiado oscura». Sin embargo, los productores de Narnia declararon que nunca se le preguntó a Lee si quería componer toda la música para la película, ésta fue escrita por Harry Gregson-Williams, y «no hay música de Evanescence planeada para la banda sonora». Si bien hubo cierta especulación que una de las canciones supuestamente había sido cortada y utilizada en varias pistas de The Open Door, Lee declaró que no era verdad salvo para aquella parte del que es utilizado para la última pista del álbum, «Good Enough».
Lee se convirtió en el presidente estadounidense de Out of the Shadows en 2006. Esta organización es una fundación internacional con el objetivo de proporcionar educación sobre la epilepsia. El hermano menor de Lee, Robby, fue diagnosticado de esta condición. También la cantante hizo una aparición breve en el video musical de Johnny Cash «God’s Gonna Cut You Down» a finales de 2006. A medida que cada celebridad aparece en la filmación se le permitió elegir lo que estaría haciendo para el video, Lee eligió aparecer dejando flores en una tumba. La escena fue grabada en el Iglesia de la Trinidad en Manhattan, en la que llevaba un abrigo de terciopelo negro que anteriormente pertenecía a Tim Burton.
En febrero de 2007, MTV lanzó MTV Unplugged: Korn para TV y radio, donde Lee colaboró con la canción «Freak on a Leash». La canción fue lanzada como primer sencillo del álbum. En noviembre de 2007, VH1 produjo un falso documental del estilo de Behind the Music, titulado Rock Band Cometh: The Rock Band Band Story, para promocionar el videojuego Rock Band. Lee es una de las celebridades que hacen un cameo en el programa.
En junio de 2008, National Music Publishers’ Association otorgó a Lee el 2008 Songwriter Icon Award, que «reconoce a compositores destacados por su logro personal».
En septiembre de 2008 para Walt Disney Records fue lanzado Nightmare Revisited, en el que Lee canto una versión de «Sally’s Song». Este álbum contiene nuevo material y versiones de las canciones de la banda sonora original de The Nightmare Before Christmas. Lee realizó interpretaciones en vivo de «Sally’s Song» durante la premier de Nightmare Before Christmas en Hollywood, California el 17 de octubre y para el 13 de octubre en The Tonight Show.

## Vida personal
Entre 2003 y 2005, tuvo una relación amorosa con el vocalista de la banda Seether, Shaun Morgan, para quien escribió la canción «Call Me When You're Sober». El 18 de enero de 2014, reveló en su Twitter que estaba esperando un hijo. El 28 de julio de 2014, también a través de las redes sociales, anunció el nacimiento de su primogénito, Jack Lion Hartzler, fruto de su relación con Josh Hartzler.

## Discografía
Evanescence
- 1998: Evanescence EP
- 1999: Sound Asleep EP
- 2000: Origin
- 2003: Fallen
- 2004: Anywhere but Home
- 2006: The Open Door
- 2011: Evanescence
- 2016: Lost Whispers (The Ultimate Collection)
- 2017: Synthesis
- 2021: The Bitter Truth

Como solista
- 2014: Aftermath
- 2016: Recover, Vol. 1
- 2016: Dream Too Much

Colaboraciones y relacionados
- 2000: «Breathe» - David Hodges y Amy Lee - The Summit Church: Summit Worship
- 2000: «Fall Into You» - David Hodges y Amy Lee - No lanzado
- 2003: «Missing You» - Big Dismal y Amy Lee - Believe
- 2003: «My Immortal» - «Bring Me To Life» Daredevil (2003) - Soundtracks
- 2004: «Broken» - Seether y Amy Lee - Disclaimer II y banda sonora de The Punisher
- 2007: «Freak on a Leash» - Korn y Amy Lee - MTV Unplugged: Korn
- 2008: «Sally’s Song» - Colaboración para Nightmare Revisited
- 2011: «Halfway Down The Stairs» - Colaboración para The Muppets - The Green Album
- 2012: «I'm So Lonesome I Could Cry - Colaboración para Johnny Cash - Tribute Concert
- 2012: «Break In» - Halestorm y Amy Lee - The Strange Case Of...
- 2019: «Love Goes On and On» - Lindsey Stirling y Amy Lee - Artemis
- 2020: «One Day the Only Butterflies Left Will Be in Your Chest as You March Towards Your Death» - Bring Me the Horizon y Amy Lee - Post Human: Survival Horror

## Reconocimientos
| Año  | Premio                                | Categoría                           | Nominación                             | Resultado | Ref.   |
| ---- | ------------------------------------- | ----------------------------------- | -------------------------------------- | --------- | ------ |
| 2007 | Kerrang! Awards                       | Cantante Sexy                       | Amy Lee                                | Ganador   | [ 49 ] |
| 2008 | National Music Publishers Association | Premio Icono de la canción de autor | Amy Lee                                | Ganador   | [ 50 ] |
| 2011 | Revolver Magazine                     | Chicas más calientes del hard rock  | Amy Lee                                | Ganador   | [ 51 ] |
| 2011 | Loudwire Music Awards                 | Diosa del Rock                      | Amy Lee                                | Nominado  | [ 52 ] |
| 2012 | VH1                                   | Grande mujeres de la música Top 100 | Amy Lee                                | #49       | [ 53 ] |
| 2012 | Revolver Golden Gods Award            | Mejor Vocalista                     | Amy Lee                                | Ganador   | [ 54 ] |
| 2012 | Kerrang! Awards                       | Mujer más sexy                      | Amy Lee                                | Nominado  | [ 55 ] |
| 2012 | Loudwire Music Awards                 | Diosa del Rock del Año              | Amy Lee                                | Ganador   | [ 56 ] |
| 2013 | NME Awards                            | Mujer más sexy                      | Amy Lee                                | Ganador   |        |
| 2015 | Independent Music Awards              | Canción de ritmo mundial            | "Dark Water" (feat. Malika Zarra)      | Ganador   |        |
| 2015 | Moondance International Film Festival | Banda sonora                        | Indigo Grey: The Passage               | Ganador   | [ 57 ] |
| 2016 | Family Choice Awards                  | Mejor álbum infantil                | Dream Too Much                         | Ganador   | [ 58 ] |
| 2017 | Parents' Choice Award                 | Silver Honor in Music               | Dream Too Much                         | Ganador   | [ 59 ] |
| 2017 | Hollywood Music in Media Awards       | Banda Sonora                        | "Speak To Me" (con Michael Wandmacher) | Ganador   | [ 60 ] |
| 2021 | She Rocks Awards                      | Powerhouse Award                    | Amy Lee                                | Ganador   | [ 61 ] |